# Mabel (nome)
Mabel  è un nome proprio di persona inglese femminile.

## Varianti
- Femminili: Mable[1][2], Mabley[2], Mabelle[1], Mabella[1][2], Maybelle[1][2]
  - Alterati: Maybelline[1]
  - Ipocoristici: Mab[2], Mabbie[2], Mabs[2], May[1][2], Bell[2]

### Varianti in altre lingue
- Gallese: Mabli[2]

## Origine e diffusione
Si tratta di una forma medio inglese del nome Amabile (Amabel in inglese), ottenuta con l'aferesi della "a" iniziale.
Insieme alla forma base, Mabel era comune durante il Medioevo, ma cadde in disuso dopo il XV secolo; fu riportato in voga nel XIX secolo, dopo la pubblicazione nel 1854 del romanzo di Charlotte Mary Yonge The Heir of Redclyffe, che riportava un personaggio con questo nome (e anche uno chiamato Amabel), e negli Stati Uniti raggiunse un picco di popolarità fra il 1884 e il 1895.
Anticamente, questo nome veniva anche usato per tradurre in inglese il nome irlandese Medb. Va notato che la variante Mabelle coincide con l'espressione francese ma belle, che significa "mia bella".

## Onomastico
L'onomastico si può festeggiare lo stesso giorno del nome Amabile, da cui deriva.

## Persone

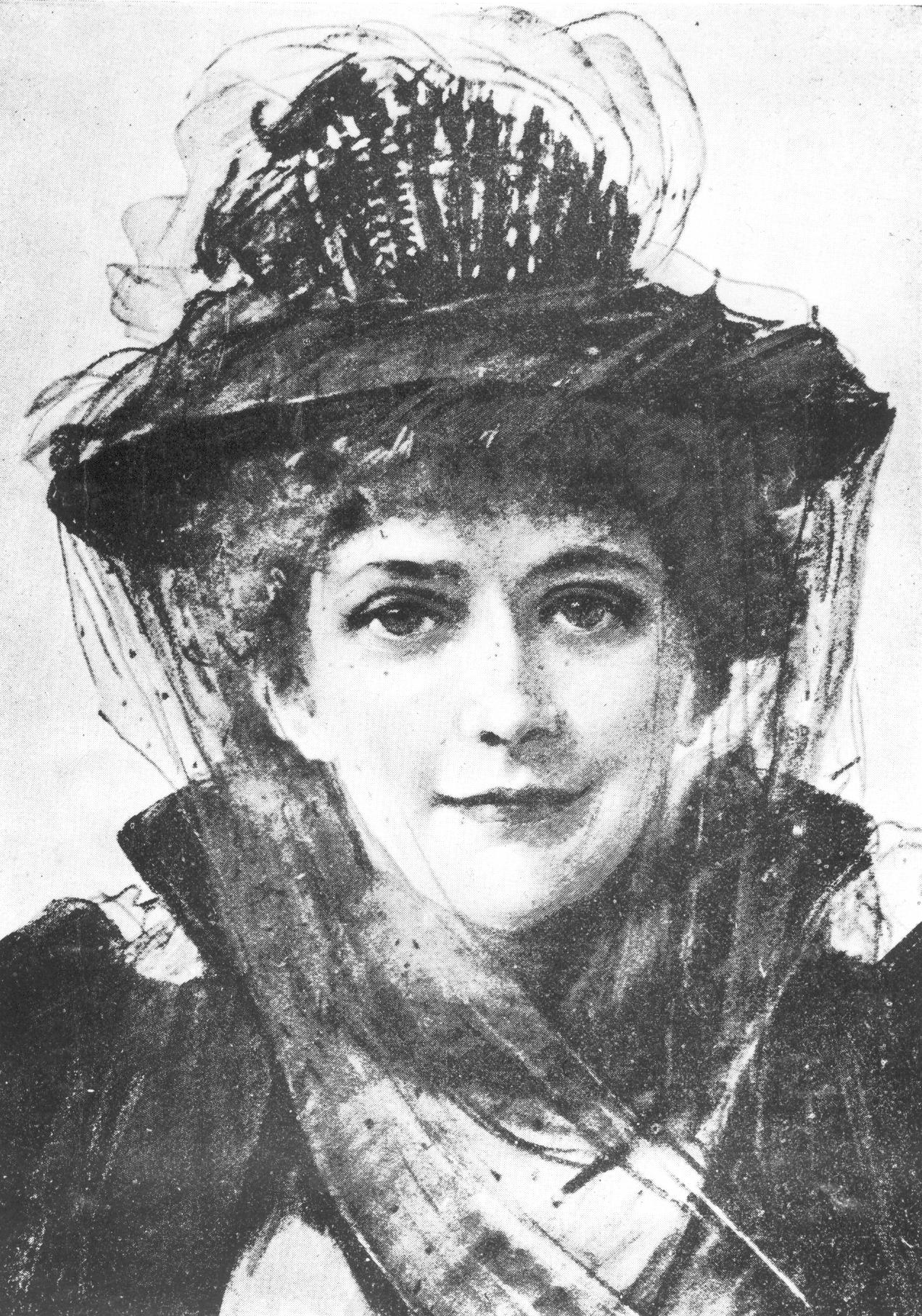
Mabel Collins

- Mabel Albertson, attrice statunitense
- Mabel Ballin, attrice statunitense
- Mabel Besant-Scott, teosofa britannica
- Mabel Bocchi, cestista italiana
- Mabel Cahill, tennista irlandese
- Mabel Collins, scrittrice britannica
- Mabel Fitzhamon, nobile britannica
- Mabel Lozano, attrice spagnola
- Mabel Normand, attrice, sceneggiatrice, regista e produttrice cinematografica statunitense
- Mabel Taliaferro, attrice statunitense
- Mabel Trunnelle, attrice statunitense
- Mabel Van Buren, attrice statunitense
- Mabel Wagnalls, pianista e scrittrice statunitense

### Varianti
- Maybelle Carter, cantante statunitense
- Mabell Gore, scrittrice britannica

## Il nome nelle arti
- Mabel è un personaggio di svariati film di Charlie Chaplin.
- Mabel è un personaggio della serie di film Shrek.
- Mabel Longhetti è un personaggio del film del 1974 Una moglie, diretto da John Cassavetes.
- Mabel Pines è un personaggio della serie animata Gravity Falls.
- Mabel Mora è un personaggio della serie Only Murders in the Building.